# Pietro Vacchelli
Pietro Vacchelli (Cremona, 21 aprile 1837 – Roma, 3 febbraio 1913) è stato un politico e patriota italiano.

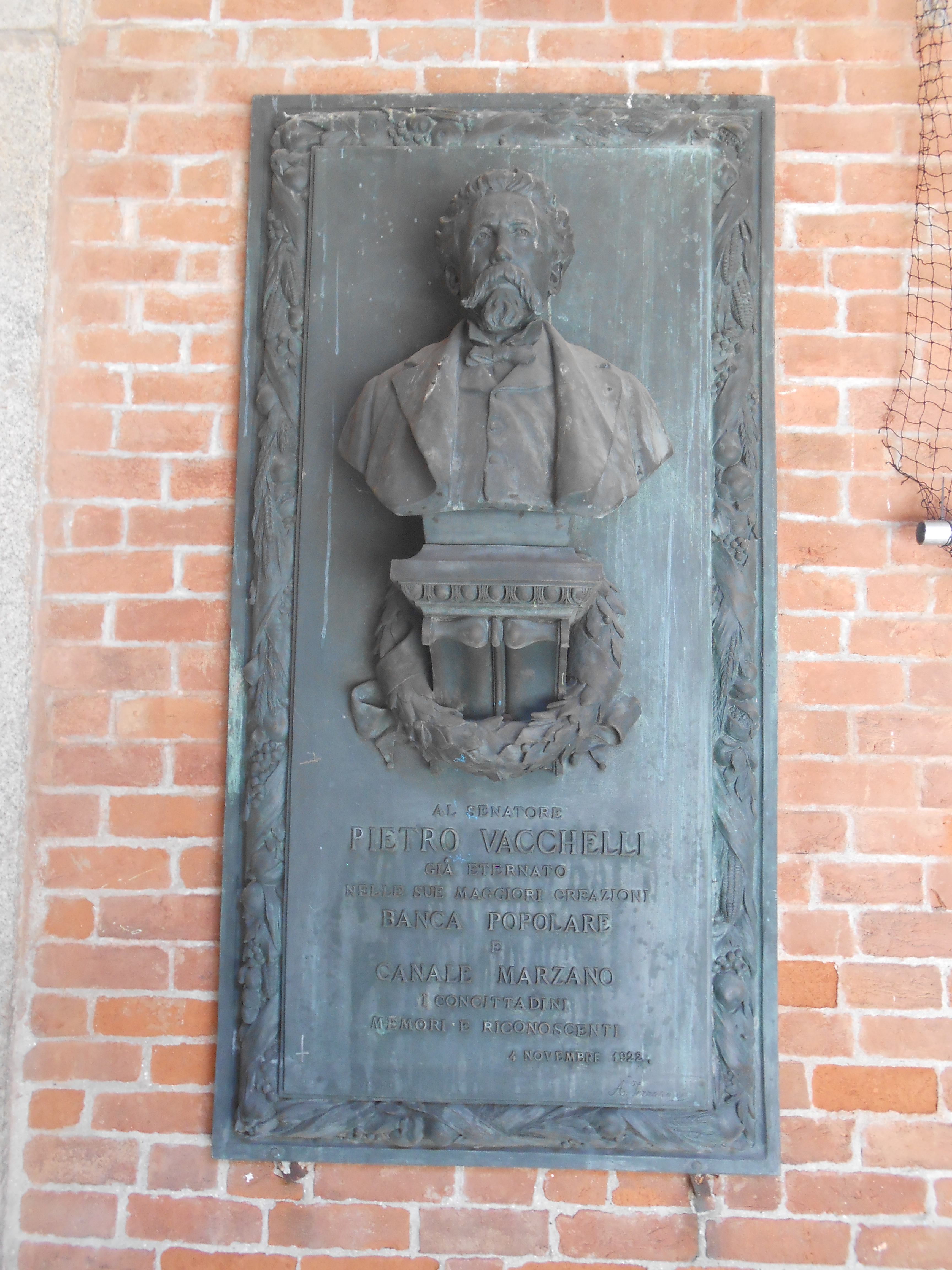
lapide con busto nel palazzo comunale di Cremona

Garibaldino, fu deputato e Ministro del tesoro nel gabinetto Pelloux I e delle finanze del gabinetto Fortis II.
Fu il principale promotore della costruzione del canale Vacchelli, al quale diede il nome.

## Opere

Relazioni sull'incremento delle acque irrigue (1870)

- Relazioni sull'incremento delle acque irrigue del territorio cremonese, Cremona, Tipografia Ronzi e Signori, 1870.